# Helcogramma habena
Helcogramma habena és una espècie de peix de la família dels tripterígids i de l'ordre dels perciformes.

## Hàbitat
És un peix marí de clima tropical que viu entre 1-6 m de fondària.

## Distribució geogràfica
Es troba des de Taiwan fins a les Filipines.